# Danko Radić
Danko Radić (Podorljak kraj Šibenika, 30. listopada 1952. – Zagreb, 12. veljače 2018.), bio je hrvatski košarkaški sudac, košarkaški trener i športski dužnosnik, bivši predsjednik Hrvatskoga košarkaškog saveza.

## Životopis
Rodio se u Podorljaku kod Šibenika, 30. listopada 1952. godine. Među osnivačima ženskog košarkaškog kluba u Šibeniku. Trenirao ga je u republičkoj ligi sve do 1971. godine. 1973. godine profesionalni trener muške košarkaške ekipe Jug u Dubrovniku. Od godine 1981. trener Ženskoga košarkaškog kluba "Revija" iz Šibenika s kojim je osvojio kadetsko i juniorsko prvenstvo. S njime je Revija ponovo se vratila u Prvu ligu i postala stabilan prvoligaš. Tih godina bavio se suđenjem na košarkaškim utakmicama. Godine 1975. organizacija ga poziva suditi Drugu saveznu ligu. Od 1978. godine sudac je Prve savezne košarkaške lige. Bio je košarkaški sudac i delegat na prvoligaškim utakmicama. Za međunarodnog sudca položio je ispit 1981. godine, nakon čega traje njegova uspješna inozemna karijera koja je trajala sve do 2005. godine, kad je okončao sudačku karijeru. Sudio je također na svim velikim međunarodnim natjecanjima, od Olimpijskih igara, svjetskih i europskih prvenstva, Univerzijade, sve do Mediteranskih igara. Bio je FIBA-in povjerenik. Dugogodišnji predsjednik Udruge hrvatskih košarkaških sudaca. Od 7. studenog 2004. do 28. lipnja 2015. obnašao je dužnost predsjednika Hrvatskoga košarkaškog saveza.
Umro je 12. veljače 2018. godine nakon duge i teške bolesti. Komemoracija je održana 16. veljače 2018. u šibenskom Hrvatskom narodnom kazalištu, a posljednji ispraćaj Danka Radića bio je poslije komemoracije na šibenskom gradskom groblju Kvanju.